# The Princess (film 2022)
The Princess è un film del 2022 diretto da Le-Van Kiet.

## Trama
Quando una bella e tenace principessa rifiuta di sposare Julius, il crudele sociopatico a cui è stata promessa in sposa per dare un erede maschio al regno, viene rapita e rinchiusa in una remota torre nel castello del padre. Con il corteggiatore respinto e intenzionato a vendicarsi usurpando il trono, la principessa è chiamata a proteggere la sua famiglia e salvare il regno.
Liberatasi dalle catene, la principessa si fa strada combattendo contro i nemici e sconfiggendoli grazie all'astuzia e alle tecniche di combattimento apprese fin dall'infanzia (con la silenziosa approvazione di sua madre) da Linh e da suo zio Khai, guerriero e uno dei consiglieri dei re. La principessa recupera la spada ricevuta in dono da Khai e scopre (origliando da una fessura su un muro) che Julius e il suo braccio destro, la violenta Moira, sono amanti.
Una volta saputo che la principessa è riuscita a fuggire dalla torre, Moira invia tutti i suoi uomini a catturarla. La principessa riesce comunque a cavarsela ma subisce diverse importanti ferite; si rifugia in una stanza dove trova Linh, che la medica e le racconta dell'assalto organizzato dallo spietato Julius, a cui lei è riuscita a scappare con poche altre persone. Insieme attraversano le cucine battendo altri scagnozzi, e dove arriva anche Moira; dopo una breve lotta, Linh fa scappare la principessa attraverso le fognature e rimane per combattere Moira, che la cattura.
La principessa elimina gli uomini a guardia del padre, della madre e della sorella minore Violet, ma, mentre conduce la famiglia fuori dalle segrete, vengono sorpresi da altri mercenari e insieme a Linh vengono portati nella sala del trono. Linh riesce ad allontanarsi con Violet (che  Julius dichiara di voler sposare dato che la principessa gli resiste), mentre la principessa viene scagliata da un mercenario oltre una vetrata e finisce in fondo al lago, ma torna in superficie dopo aver tagliato con un pezzo di vetro le corde che la tenevano legata.
Violet, Linh e la principessa si ricongiungono e si preparano a combattere rifornendosi nella stanza delle armi. Mentre si dirigono verso il salone dove si sta per celebrare il matrimonio, Violet vi si introduce furtivamente e consegna un pugnale a Khai, ma purtroppo viene trovata da Julius. Nel caos che segue, la principessa uccide Moira impiccandola con la sua stessa frusta, mentre Julius trafigge all'addome prima il re e poi Linh.
La principessa e Julius si sfidano a duello, ma la ragazza viene ferita a una coscia, sbattuta fuori dal salone e obbligata a inginocchiarsi, mentre Julius le punta contro la spada e dichiara ai presenti che sarà il loro nuovo sovrano, e che agirà senza scrupoli. In un battibaleno, la principessa afferra  l'elsa della spada e con una giravolta decapita Julius.
La principessa viene nominata futura regina da suo padre, che si dice orgoglioso più che mai di lei, chiedendole perdono per non averle dato prima il valore che meritava. Anche Linh è sopravvissuta, e si congratula con la principessa per il coraggio dimostrato.

## Colonna sonora
La colonna sonora (composta da 21 tracce strumentali per una durata complessiva di 46:51) è stata realizzata da Natalie Holt con la collaborazione di Jack Halama, Tanya Tagaq Gillis e Bukola. L'album è stato pubblicato il 15 luglio 2022 dall'etichetta Hollywood Records.
1. The Lake – 1:26
2. First Fury – 1:51
3. Julius – 1:20
4. Know Your Place – 2:37
5. Crossbow – 1:20
6. The Sword – 3:08
7. The Man – 2:12
8. The Tower – 1:33
9. Stair Siege – 5:49
10. I'm the Princess – 1:38
11. Meet Moira – 2:26
12. True Warrior – 1:30
13. Rescue – 1:07
14. Dungeon – 0:48
15. Reunited – 2:36
16. Revolting – 0:48
17. Underestimated – 1:50
18. Moira Fight – 2:31
19. Be That Power – 2:15
20. True Victory – 3:50
21. White Wedding – 4:16

## Promozione
Il trailer in lingua inglese è stato pubblicato su YouTube il 2 giugno 2022, mentre la versione italiana il 20 giugno.

## Distribuzione
Il film è stato distribuito il 1º luglio 2022 sulla piattaforma streaming Hulu negli Stati Uniti d'America, su Star+ in America Latina e su Disney+ nel resto del mondo.

## Accoglienza

### Critica internazionale
Sull'aggregatore Rotten Tomatoes il film è stato valutato positivamente dal 60% delle critiche professionali. Su Metacritic il punteggio ottenuto è di 43 su 100, corrispondente a «recensioni miste o nella media».

### Critica italiana
(Valentina Ariete, Movieplayer.it, 1º luglio 2022)
(Martina Barone, Everyeye.it, 1º luglio 2022)